# Carmelo Abela
Pour les articles homonymes, voir Abela.
Carmelo Abela, né le 10 février 1972, est un homme politique maltais membre du Parti travailliste (PL).
Il est ministre de l'Intérieur entre le 9 décembre 2014 et le 9 juin 2017, puis ministre des Affaires étrangères jusqu'au 15 janvier 2020, et ministre sans portefeuille de 2020 à 2022.